# Hisatoshi Shintaku
Hisatoshi Shintaku (jap. 新宅 永灯至, Shintaku Hisatoshi, wirklicher Name: Masanari Shintaku (新宅 雅也, Shintaku Masanari); * 20. Dezember 1957 in Mihara) ist ein ehemaliger japanischer Langstrecken- und Hindernisläufer.
Über 3000 m Hindernis wurde er 1977 beim Leichtathletik-Weltcup in Düsseldorf Sechster und gewann Silber bei den Pacific Conference Games. 1978 siegte er bei den Asienspielen in Bangkok. 1979 folgte einem Sieg bei den Leichtathletik-Asienmeisterschaften ein fünfter Platz beim Leichtathletik-Weltcup in Montreal. 1981 verteidigte seinen Titel bei den Asienmeisterschaften und wurde Dritter beim Leichtathletik-Weltcup in Rom.
Bei den Asienspielen 1982 in Neu-Delhi siegte er über 5000 m, und bei den Olympischen Spielen 1984 in Los Angeles kam er über 10.000 m auf den 16. Platz.
1985 wurde er Dritter beim Tokyo International Men’s Marathon und wurde mit einem Sieg beim Fukuoka-Marathon Japanischer Meister im Marathon. Bei den Asienspielen 1986 in Seoul siegte er über 10.000 m und gewann Silber über 5000 m.
Mit einem zweiten Platz beim Fukuoka-Marathon 1987 qualifizierte er sich für den Marathon der Olympischen Spiele 1988 in Seoul, bei dem er auf dem 17. Platz einlief.
1990 siegte er bei den Japanischen Firmenmeisterschaften im Halbmarathon. Danach wurde er Vierter beim Rotterdam-Marathon, Zweiter beim Halbmarathonbewerb des Gold-Coast-Marathon und Achter beim Berlin-Marathon. 1991 gewann er den Sendai-Halbmarathon.
Fünfmal wurde er Japanischer Meister über 3000 m Hindernis (1977–1980, 1983), viermal über 5000 m (1980–1983) und dreimal über 10.000 m (1981, 1984, 1986).

## Persönliche Bestzeiten
- 3000 m: 7:52,10 min, 4. Juli 1987, Oslo (ehemaliger japanischer Rekord)
- 5000 m: 13:24,69 min, 24. September 1982, Tokio (ehemaliger japanischer Rekord)
- 10.000 m: 27:44,5 min, 29. November 1983, Tokio
- Halbmarathon: 1:02:22 h, 1. April 1990, Kanazawa
- 30.000 m: 1:29:57,3 min, 22. März 1981, Christchurch
- Marathon: 2:09:51 h, 1. Dezember 1985, Fukuoka
- 3000 m Hindernis: 8:19,52 min, 8. Juli 1980, Stockholm (ehemaliger japanischer Rekord)